# Căsătoria (film din 2024)
Căsătoria este un film românesc din 2024 regizat de Mihai Bendeac (debut regizoral). Rolurile principale au fost interpretate de actorii Mihai Bendeac, Liviu Pintileasa și Vlad Drăgulin. Produs de Vertical Content, a avut premiera la 6 decembrie 2024 în cinematografele din România, fiind distribuit de Vertical Entertainment. Este disponibil în streaming pe Netflix.

## Rezumat
Temistocle Krecinski (Pintileasa) este un jucător înrăit care are datorii colosale din cauza jocurilor de noroc. Împreună cu cei doi prieteni idioți ai săi, Pagubă (Bendeac) și Arsenie (Drăgulin), pune la cale un plan elaborat de a-și plăti datoriile  prin căsătoria cu fiica disfuncțională a unui miliardar parvenit.

## Distribuție
- Mihai Bendeac – Pagubă
- Vlad Drăgulin – Arsenie
- Liviu Pintileasa – Temistocle Krecinski
- Lucian Ionescu – Pufulete
- Anca Dinicu – Alexandra
- Ilona Brezoianu – Cântăreață la bodegă
- Cezar Antal – Tatăl lui Pufulete

în ordine alfabetică
- Cristina Belciu – Lady from the Jewellery store
- Alin Florea – Barbărasă
- Gloria Gaitan – Lidocika
- Serban Georgevici – Proprietar amanet
- Tudor D. Popescu – Paznic închisoare (voce)
- Mihaela Teleoaca – Anastasia